# BBC World News
BBC World News és el canal de televisió internacional de pagament en anglès operat sota la divisió BBC Global News Limited de la BBC, que és una corporació pública del Departament de Digital, Cultura, Mitjans i Esports del govern del Regne Unit. Segons el seu PR corporatiu, els set canals combinats de les operacions de Notícies Globals tenen la quota de mercat d'audiència més gran entre tots els seus rivals, amb un estimat de 99 milions d'espectadors setmanals el 2016/2017, part dels 121 milions d'audiència setmanal estimats entre totes les seves operacions.
Llançat l'11 de març de 1991 com a BBC World Service Television fora d'Europa, el seu nom es va canviar a BBC World el 16 de gener de 1995 i a BBC World News el 21 d'abril de 2008. Emet butlletins informatius, documentals, programes d'estil de vida i programes d'entrevistes. A diferència dels canals nacionals de la BBC, és propietat i operada per BBC Global News Ltd, part del grup comercial d'empreses de la BBC, i està finançada per les subscripcions i els ingressos de publicitat, no per la llicència de televisió del Regne Unit.
El canal no s'emet al Regne Unit, tot i que els informes i la programació de BBC World News també són utilitzats pel canal de BBC News. És diferent de les operacions de BBC Studios. El servei lineal s'adreça al mercat d'ultramar, de manera similar a RT, Al Jazeera, i France 24.
El juliol de 2022, la BBC va prendre la decisió de fusionar tant BBC News (per a l'audiència del Regne Unit) com BBC World News (per a l'audiència internacional) com una cadena de notícies, sota el nom de BBC News. El canal es llançarà a l'abril de 2023 i inclourà notícies tant del Regne Unit com d'arreu del món.

## Història
Es va crear per a reemplaçar el BBC World Service Television. A diferència del servei radial del BBC World Service, BBC World es finança per la publicitat, ja que el govern britànic va refusar estendre a la Foreign Office finançament per al servei televisiu.
El canal de televisió va començar a emetre l'11 de març de 1991, després de dues setmanes de fer programes en temps real, inicialment com un butlletí de mitja hora un cop al dia a les 19:00 GMT.
El dijous 26 de gener de 1995 a les 19:00 GMT, BBC World Service Television es va dividir en dos serveis:
- BBC World va començar a emetre el dilluns 16 de gener de 1995 a les 19:00 GMT i es va convertir en un canal de notícies internacional gratuït en anglès de 24 hores.
- BBC Prime va començar a emetre el dilluns 30 de gener de 1995 a les 19:00 GMT i es va convertir en el canal d'entreteniment de la BBC, més tard rebatejat com a BBC Entertainment.

El disseny del canal de la BBC World es va canviar significativament el 3 d'abril de 2000, i es va passar a assemblar més al seu canal germà al Regne Unit, que aleshores era conegut com BBC News 24, i que havia estat redissenyat el 1999. L'aspecte d'ambdós canals estava format per vermell i crema i dissenyat per Lambie-Nairn, amb una música basada en un estil descrit com a 'bateria i bips' composta per David Lowe, allunyant-se de la naturalesa orquestral general de la música utilitzada per altres programes de notícies
El 8 de desembre de 2003 es va fer un segon canvi d'imatge, amb la mateixa música d'estil "bateria i bips", però amb nous gràfics, encara que a una escala molt més petita que la del 2000. La música es va canviar lleugerament mentre que l'esquema de colors principal es va convertir en negre i vermell, amb estudis que utilitzaven vidre esmerilat i colors blanc i vermell. Més tard, el 2004, l'eslògan del canal es va convertir en Posar les notícies en primer lloc, en substitució de demanda una visió més àmplia.
El nom actual del canal BBC World News es va presentar el 21 d'abril de 2008 com a part d'un canvi de marca de 550.000 lliures esterlines de la producció global de notícies i la identitat visual de la BBC. BBC World News més tard es va traslladar a l'estudi renovat deixat desocupat per BBC News 24 (ara BBC News Channel). L'agència Lambie-Nairn va crear nous gràfics i la música va ser reelaborada per David Lowe.
BBC World News es va traslladar a Broadcasting House des de la seva seu anterior al Television Center el 14 de gener de 2013. Això va formar part del trasllat de BBC News i altres departaments d'àudio i visió de la BBC a un edifici al centre de Londres. Broadcasting House es va reformar amb un cost de mil milions de lliures esterlines. Es va construir una nova redacció i diversos estudis d'última generació.

## Transmissió

Logotip utilitzat del 2008 al 2019

Logotip utilitzat del 2019 al 2022

La producció de notícies en directe prové dels estudis B i C de Broadcasting House amb una part de la programació gravada de l'estudi A de Broadcasting House i l'estudi de la BBC Millbank. La sala de notícies de la BBC World News ara forma part de la nova sala de notícies consolidada de la BBC a Broadcasting House juntament amb el BBC World Service i els serveis de notícies nacionals del Regne Unit.
Anteriorment, el canal s'emetia en 4:3, amb la sortida de notícies encaixada en un marc de 14:9 tant per a la difusió digital com analògica, donant lloc a bandes negres a la part superior i inferior de la pantalla. El 13 de gener de 2009 a les 09:57 GMT, BBC World News va canviar la seva emissió al format 16:9, inicialment a Europa amb el satèl·lit Astra 1L i el satèl·lit Eutelsat Hot Bird 6 a altres canals d'emissió a la regió asiàtica a partir del 20 de gener de 2009. El canal va deixar d'emetre per satèl·lit analògic el 18 d'abril de 2006.

### Alta definició
Com a resultat del trasllat a Broadcasting House, BBC World News va guanyar estudis i equips d'alta definició per poder emetre en alta definició. El 5 d'agost de 2013, BBC World News es va oferir com a canal d'alta definició (HD) a tot l'Orient Mitjà quan va llançar el seu canal internacional d'alta definició a l'Organització Àrab de Comunicacions per Satèl·lit. Arabsat va ser el primer soci de distribució de la BBC a l'Orient Mitjà a oferir el canal en HD. L'1 d'abril de 2015 BBC World News en anglès va començar a emetre en alta definició des de l'11.229 Transponder GHz/V a l'Astra 1KR a la posició orbital de 19,2°E, disponible en directe per als espectadors amb antenes parabòliques de des d'Europa i la costa del nord d'Àfrica.

### A tot el món
BBC World News afirma ser vist per una audiència setmanal de 74 milions a més de 200 països i territoris d'arreu del món. La BBC World News es veu sovint gratuïtament per satè·lit (FTA). El canal està disponible a Europa i moltes parts del món mitjançant proveïdors de televisió per subscripció en plataformes de cable, satèl·lit, IPTV i streaming.
Als Estats Units, el canal està disponible a través de proveïdors com Cablevision, Comcast, Spectrum, Verizon Fios i U-verse TV. A partir de l'any 2014, la distribució i les vendes de publicitat del canal als Estats Units les gestiona AMC Networks, que és el soci minoritari del canal d'entreteniment de la BBC BBC America.
A més, BBC World News distribueix els seus programes de notícies diürnes i nocturnes a les televisions públiques dels EUA, mantenint originalment una associació de distribució amb WLIW, amb seu a Garden City, Nova York, que va durar des de 1998 fins a l'octubre de 2008, quan la BBC i WLIW van decidir mútuament no renovar el contracte. Posteriorment, BBC World News va signar un acord amb Community Television of Southern California, Inc, en el qual l'estació membre de PBS de Los Angeles KCET (que havia estat una estació pública independent del 2011 al 2018) es faria càrrec dels drets de distribució de BBC World News America. Des del juny de 2019, la difusió de la programació de notícies de la BBC és a càrrec de WETA-TV. PBS va començar a distribuir per separat un altre programa emès pel canal, Beyond 100 Days, com a emissió nocturna amb retard en cinta el 2 de gener de 2018, com a substitut provisional de Charlie Rose. A diferència de GMT i BBC World News America, Beyond 100 Days es distribueix exclusivament a les estacions membres de PBS com a part de la programació base del servei.
La Xina va prohibir BBC World News el 2021, tot i que l'accés ja s'havia restringit molt abans d'aleshores, censurant parts del programa en directe. Va ser prohibit a causa de la seva cobertura del genocidi uigur i com a represàlia per la prohibició de CGTN del mercat britànic per violar la normativa nacional de transmissió.

### En línia
El canal està disponible als EUA com a part del paquet de complements World News de Sling.
BBC World News va estar disponible a LiveStation des del 2012 fins que la plataforma va tancar el 2016.

### Regne Unit
Plataformes de televisió al Regne Unit com Freeview, Sky, BT TV, Freesat o Virgin no ofereixen oficialment BBC World News com a canal autònom a temps complet perquè aquest està finançat per publicitat. El motiu és que els canals nacionals de la BBC es financen amb una taxa de llicència de televisió que les llars i els establiments que volen han de pagar per veure a mesura que s'emeten. No obstant això, la programació es pot rebre fàcilment a causa del seu estat de free to air en molts sistemes de satèl·lit europeus, inclosos Astra i Hot Bird així com alguns hotels seleccionats de Londres. BBC World News també es pot veure a les zones públiques de Broadcasting House (el vestíbul i la cafeteria).
Tanmateix, alguns programes de BBC World News estan disponibles oficialment per al públic del Regne Unit. Aquests programes s'emeten als canals nacionals de la BBC i alguns estan disponibles sota demanda a l'iPlayer de la BBC. De les 00:00 a les 05:00 hora del Regne Unit, els butlletins de notícies d'última hora de BBC World News s'emeten simultàniament al BBC News Channel. A la 01.30 entre setmana, Asia Business Report i Sport Today també s'emeten als dos canals. Hi ha una emissió simultània de l'edició britànica a les 05:00 de The Briefing and Business Briefing a BBC One i al canal BBC News. Anteriorment, aquest programa s'anomenava The World Today ' (més tard un butlletí genèric de BBC World News) i World Business Report respectivament. A les 08.30 hora del Regne Unit, Worklife s'emet al canal de notícies de la BBC. BBC World News també produeix una versió de Outside Source a les 21:00 hora del Regne Unit de dilluns a dijous (vist al BBC News Channel), World News Today a les 19:00 de dilluns a divendres (vist a la BBC Four) i a les 21:00 divendres -Diumenge (vist al BBC News Channel). World News Today va substituir The World, que s'havia emès com a emissió simultània a BBC Four entre 2002 i 2007.
La pandèmia de COVID-19 va provocar un augment de les emissions simultànies entre BBC News i BBC World News, tant al matí (de 10 a 11 hores) també compartida amb BBC Two, com a la nit (de 19 a 20 hores i de 21 o 22 hores a 22 hores). La difusió simultània addicional va esdevenir permanent l'agost de 2020. En conseqüència, els dos canals ara emeten simultàniament cada dia de 10:00 a 11:00 i els dies laborables de 19:00 a 06:00, a part de la BBC News a Ten i per hora a les 20:00, i entre les 21:00 i les 06:00, a banda del butlletí de la BBC One de la tarda, durant el cap de setmana.
Tant World com el BBC News Channel també han hagut de difondre ocasionalment el mateix programa informatiu per vagues dels treballadors o problemes tècnics; això va passar l'any 2003 quan el Television Centre de Londres es va veure afectat per problemes elèctrics.
El 26 de maig de 2022, com a part de les retallades i reorganització prevista a l'emissora, la BBC va anunciar plans per a impulsar una estratègia de convergència entre els continguts dels dos serveis, que seran rebatejats com a BBC News. Les versions nacionals i internacionals van passar a compartir una quantitat més gran de contingut, tot mantenint la possibilitat de desactivar aquesta col·laboració quan fos necessari.